# Немецкие колонии в Дагестане
На территории современного Дагестана существовало несколько десятков немецких колоний и хуторов. Располагались они в четырёх районах республики — Хасавюртовском, Бабаюртовском, Кизлярском и Тарумовском. Они располагались как группами, так и отдельными поселениями.
Существовало три группы колоний: первая группа располагалась в районе современных сёл Люксембург (Романовка) и Хасанай (Дик) Бабаюртовского района — это Романовка, Дик, Древс, Фриденталь; вторая группа район современного села Шава Бабаюртовского района — Эбенфельд, Ней-Гоффнунг, Фриденсгейм, третья группа в основном хутора в районе нынешнего Аксайского водохранилища — Романовка, Татьяновка, Асельдер-хаджи.
Колонии были как чисто немецкими (Романовка, Николаевка № 9, Гоффнунгсфельд), так и со смешанным населением, в основном проживали совместно с кумыками и чеченцами — Мариенфельд (чеченско-немецкий хутор), Шенфельд (кумыкско-чеченско-немецкий хутор).

## Образование колоний и переселение в Дагестан
Первые немецкие колонии на территории современного Дагестана стали появляться в конце XIX века. Переселение в основном шло из других регионов Российской империи — Бессарабии, Волыни, Поволжья, Приднепровья. Первая колония которая была образована на территории Дагестана, была Штраухдорф (Евгениевка)(1889 г.) она располагалось на р. Яман-су в районе современного села Новосельское Хасавюртовского района. Затем образовались Романовка (совр. Кирпич-кутан) (1897 г.), Татьяновка (совр. Камыш-Кутан) (1898 г.).
В начале XX века на земли купленные у братьев Львовых из Молочанского округа переселяется целая группа колонистов-менонитов. Они основываю 17 колоний по левобережью р. Сулак (совр. Львовские номера).
В это же время формируется группа колоний и хуторов Романовка — Дик (район совр. Люксембурга).
Переселенцы образовывали как отдельные населённые пункты, так и подселялись в уже существовавшие кумыкские и чеченские сёла (Аксай, Костек, Андрейаул и др.).
Переселение и образование колоний шло вплоть до Гражданской войны. В этот период многие колонии и хутора подверглись разорению и жители их покинули.
На начало XX века только в Хасавюртовском округе (современные Бабаюртовский и Хасавюртовский районы) проживало 2296 лиц немецкой национальности.

## Социально-экономический портрет
По уровню развития Дагестанские немецкие поселения были одними из развитых на Северном Кавказе. Колонии имели собственные школы, больницы, аптеки, и даже пожарные части. Так, во всех меннонитских колониях имелись училища.
Для развития земледелия и виноградарства строились за счёт колонистов каналы (Тальма, Ричард (современный Терсакан), Шпренгель). Помимо зерна (пшеницы, ячменя, риса) и винограда, немцы выращивали сахарный тростник, хлопок, табак. В животноводстве упор делался на разведение крупного рогатого скота и коневодство, в меньшей степени овцеводство. Так жители колонии Ней-Гоффнунг внедрили в Терской области высокопродуктивную молочную корову красной породы.

## Религиозная жизнь
Переселенцы в большей своей массе были протестантами, в основном представители двух течений евангелистами и меннонитами. Большая часть колонистов была евангелистами. Меннониты жили в современных Львовских номерах и в колонии Дик (Хасанай).
При переселении в меннонитских колониях были заключены две конгрегации — «Церковь меннонитов» и «Терская церковь братьев меннонитов». Были построены молитвенные дома в колониях — Николаевка, Харч, Мюдельбург и Тальма.
Евангельские кирхи имелись в Романовке (Люксембург) и Эйгенгейме (Тата-юрт).

## Советский период
После революции 1917 года и начавшейся гражданской войны, судьба колоний и их жителей стала не завидной. Ещё в 1917 году чеченцы приступили к систематическим и разорительным набегам на немецкие колонии, русские и молдавские экономии, хутора, села, слободы и даже железнодорожные станции Хасавюртовского и смежных с ним округов. Они грабили дома, убивали жителей, угоняли скот и сжигали посевы.
Правительство ни чем не могло помочь жителям. И им пришлось покинуть свои дома, дороги на Хасавюрт и Кизляр были забиты беженцами.
После гражданской войны предпринимались попытки по возвращению населения. Так часть жителей вернулось в Николаевку, Романовку, Вандерлоо и Эйгенгейм.
Но на месте своих домов они нашли только руины и пепелища.
Второй раз немцы подверглись гонениям в годы Великой Отечественной войны. Так, на основании секретного постановления ГКО № 827 «О переселении немцев из Дагестанской и Чечено-Ингушской АССР» от 22 октября 1941 года все немцы Дагестана общей численностью 7306 человек, были переселены в Сибирь и Казахстан.
После реабилитации немногие немцы вернулись в Дагестан. По несколько семей поселилось в Люксембурге, Татаюрте, Львовском № 1 и Бабаюрте.

## Список немецких колоний
Основным источником для данного списка являются справочники Дизендорфа (2002; 2006).
| название колонии                              | тип поселения     | год основания | количество жителей (1918 г.) | этнический состав        | вероисповедание          | современное название   | район          |
| --------------------------------------------- | ----------------- | ------------- | ---------------------------- | ------------------------ | ------------------------ | ---------------------- | -------------- |
| Вандерлоо № 1                                 | колония           | 1900          | 120                          | немцы                    | менониты                 | Львовское №1           | Бабаюртовский  |
| Харч № 2 (Львов № 1)                          | колония           | 1901          | 120                          | немцы                    | менониты                 | Львовский №2           | Бабаюртовский  |
| Тальма № 3                                    | колония           | 1900          | 130                          | немцы                    | менониты                 | Турзин (Львовский № 3) | Бабаюртовский  |
| Константиновка № 4                            | колония           | 1901          | 150                          | немцы                    | менониты                 | Арцалу (Львовский № 4) | Бабаюртовский  |
| Сулак № 5                                     | колония           | 1901          | 140                          | немцы                    | менониты                 | Львовский №5           | Бабаюртовский  |
| Александровка № 6                             | колония           | 1901          | 120                          | немцы                    | менониты                 | Львовский №6           | Бабаюртовский  |
| Марьяновка № 7                                | колония           | 1901          | 140                          | немцы                    | менониты                 | Львовский №7           | Бабаюртовский  |
| Рорбах № 8 (Татьяновка № 8)                   | колония           | 1900          | 147                          | немцы                    | менониты                 | Львовский №8           | Бабаюртовский  |
| Николаевка № 9                                | колония           | 1900          | 120                          | немцы                    | менониты                 | Львовский №9           | Бабаюртовский  |
| Миддельбург № 10                              | колония           | 1901          | 150                          | немцы                    | менониты                 | Львовский №10          | Бабаюртовский  |
| Претория № 11                                 | колония           | 1901          | 150                          | немцы                    | менониты                 | Львовский №11          | Бабаюртовский  |
| Остгейм № 12                                  | колония           | 1901          | 150                          | немцы                    | менониты                 | Львовский №12          | Бабаюртовский  |
| Тарановка № 13                                | колония           | 1901          | 150                          | немцы                    | менониты                 | Львовский № 13         | Бабаюртовский  |
| Камышляк № 14                                 | колония           | 1901          | 150                          | немцы                    | менониты                 | Львовский №14          | Бабаюртовский  |
| Каплан № 15                                   | колония           | 1901          | 150                          | немцы                    | менониты                 | Львовский №15          | Бабаюртовский  |
| Аграхан № 16                                  | колония           | 1901          | 200                          | немцы                    | менониты                 | Львовский № 16         | Бабаюртовский  |
| Акташ № 17                                    | колония           | 1903          | 60                           | немцы                    | менониты                 | Львовский № 17         | Бабаюртовский  |
| Привольный                                    | поселок           |               | ?                            | русские, немцы           |                          | Привольный             | Тарумовский    |
| Ленендорф (Лениндорф)                         | колония           |               | 275                          | немцы                    |                          | Рассвет                | Тарумовский    |
| Виноградные сады                              | поселок           |               | 135                          | русские, немцы, даргинцы |                          | ?                      | Кизлярский     |
| Александровка                                 | колония           |               | ?                            | немцы                    |                          | ?                      | Кизлярский     |
| Макаровка (Англицовка)                        | колония           |               | 29                           | немцы                    |                          | Красное                | Кизлярский     |
| Романовка                                     | колония           | 1900          | 337                          | немцы                    | евангелисты              | Люксембург             | Бабаюртовский  |
| Асельдер-Хаджи (Асельдер-Отар)                | хутор             |               | 5                            | кумыки, немцы            |                          | Архида                 | Хасавюртовский |
| Владимировка (Владино)                        | село              | 1900          | 250                          | русские, немцы           | евангелисты              | Бамматюрт              | Хасавюртовский |
| Гофнунгсфельд                                 | колония           | 1910          | 202                          | немцы                    | евангелисты, реформаторы | Кокрек                 | Хасавюртовский |
| Дикс (Аджиева Б.)                             | хутор             |               | 100                          | немцы                    | менониты                 | ?                      | Бабаюртовский  |
| Древс                                         | хутор             |               | ?                            | немцы                    | менониты, евангелисты    | ?                      | Бабаюртовский  |
| Египет (Эгиптен)                              | колония           |               | ?                            | немцы                    |                          | ?                      | Хасавюртовский |
| Кронсфельд                                    | колония           | 1910          | 52                           | немцы                    |                          | ?                      | Бабаюртовский  |
| Мариенфельд (Ярокай, Ярокай-Тюбе, Мариенталь) | хутор             | 1906          | 77                           | чеченцы, немцы           | католики                 | не существует          | Хасавюртовский |
| Ней-Гоффнунг (Шисс)                           | колония           |               | 130                          | немцы                    | евангелисты              | Новая Надежда          | Бабаюртовский  |
| Татьяновка                                    | хутор             | 1898          | ?                            | немцы                    |                          | Камыш-Кутан            | Хасавюртовский |
| Артеса                                        | хутор             | 1906          | 2                            | немцы                    |                          | не существует          | Бабаюртовский  |
| Гепера                                        | хутор             |               | 14                           | немцы                    |                          | не существует          | ?              |
| Гофман                                        | хутор             | 1912          | 5                            | немцы                    |                          | не существует          | Бабаюртовский  |
| Дридгера                                      | хутор             |               | 2                            | немцы                    |                          | не существует          | ?              |
| Клюндта (Абдурашитова)                        | хутор             | 1911          | 38                           | немцы                    |                          | ?                      | Хасавюртовский |
| Левенс                                        | хутор             |               | 4                            | немцы                    |                          | не существует          | ?              |
| Тевс                                          | хутор             |               | 74                           | немцы                    |                          | ?                      | Бабаюртовский  |
| Шенфельд                                      | колония           |               | 163                          | немцы                    | евангелисты              | не существует          | Бабаюртовский  |
| Шпрингфельд                                   | хутор             |               | ?                            | кумыки, немцы            |                          | не существует          | Бабаюртовский  |
| Шпренгель                                     | хутор             | 1905          | 130                          | немцы                    | евангелисты              | не существует          | Бабаюртовский  |
| Штраухдорф (Евгениевка)                       | колония           | 1889          | 252                          | чеченцы, немцы           | менониты, евангелисты    | не существует          | Хасавюртовский |
| Шульц                                         | хутор             | 1914          | 11                           | немцы                    | евангелисты              | не существует          | Бабаюртовский  |
| Эбенфельд                                     | колония           | 1900          | 230                          | немцы                    | евангелисты              | Каплановка             | Бабаюртовский  |
| Эйгенгейм (Ново-Николаевка, Хазаров)          | колония           | 1900          | 458                          | немцы                    | евангелисты              | Татаюрт                | Бабаюртовский  |
| Хасанай-Дик (Дик, М.Шава)                     | хутор             |               | 106                          | кумыки, немцы            | менониты, евангелисты    | Хасанай                | Бабаюртовский  |
| Ней-Терек (Тирк)                              | хутор             |               | ?                            | немцы                    |                          | ?                      | Бабаюртовский  |
| Романовка                                     | хутор             | 1897          | ?                            | немцы                    |                          | Кирпич-Кутан           | Хасавюртовский |
| Тельман (Самуркент)                           | хутор (затем ПГТ) |               | 46                           | русские, лезгины, немцы  |                          | Стальское              | Кизилюртовский |
| Туршунай                                      | хутор             |               | 287                          | кумыки, немцы            | менониты                 | Туршунай               | Бабаюртовский  |
| Фрейденталь (Остраховка)                      | колония           |               | 500                          | немцы                    | евангелисты              | ?                      | Бабаюртовский  |
| Фриденсгейм (Остриковка)                      | колония           | 1910          | 46                           | немцы                    | евангелисты              | не существует          | Бабаюртовский  |
| Эмильяновка                                   | хутор             |               | ?                            | немцы                    |                          | не существует          | Бабаюртовский  |
| Шелера                                        | хутор             | 1902          | ?                            | немцы                    |                          | не существует          | Хасавюртовский |
| Целлера                                       | хутор             | 1906          | ?                            | немцы                    |                          | не существует          | Бабаюртовский  |
| Ремпеля                                       | хутор             | 1901          | 58                           | немцы                    |                          | не существует          | Бабаюртовский  |
| Ленинфельд                                    | хутор             |               | ?                            | немцы                    |                          | не существует          | Бабаюртовский  |
| Мантлера Г.                                   | хутор             |               | 3                            | немцы                    |                          | не существует          | ?              |
| Мантлера Д.                                   | хутор             |               | 3                            | немцы                    |                          | не существует          | ?              |
| Мантлера П.                                   | хутор             |               | 3                            | немцы                    |                          | не существует          | ?              |
| Нейфельда Х.                                  | хутор             |               | 5                            | немцы                    |                          | не существует          | ?              |
| Якобфельд Х.                                  | хутор             |               | 11                           | немцы                    |                          | не существует          | ?              |